# Philippe Dreyfus
Pour les articles homonymes, voir Dreyfus.
Philippe Dreyfus, né le 4 novembre 1925 dans le 17e arrondissement de Paris et mort le 30 juillet 2018 à Biarritz, est un informaticien français, pionnier et seul créateur du mot informatique en France.

## Biographie
Diplômé de la 66e promotion de l'École supérieure de physique et de chimie industrielles de la ville de Paris (aujourd'hui ESPCI ParisTech), il devient professeur d'informatique à l'université Harvard où il participe au développement du premier ordinateur numérique, le Harvard Mark I, puis est nommé directeur du Centre national de calcul électronique de la société Bull dans les années 1950.
Bien qu'étymologiquement le mot « informatik » fût créé par l'ingénieur allemand Karl Steinbuch en 1957, il est le premier à utiliser sa traduction française « informatique » dès 1962, par la fondation de la Société d'informatique appliquée (SIA). Le mot informatique désigne alors la contraction des mots information et automatique,.
En 1965 il est nommé directeur de CAP Europe puis vice-président de Cap-Gemini Sogeti en 1975.
En 1990, il est l'inventeur du terme informativité.